# Graphiurus kelleni
Graphiurus kelleni је врста глодара из породице пухова (Gliridae).

## Распрострањење
Ареал врсте Graphiurus kelleni обухвата већи број држава.
Врста је присутна у Нигеру, Етиопији, Сомалији, Зимбабвеу, Анголи, ДР Конгу, Танзанији, Малавију, Мозамбику, Сенегалу, Судану, Малију, Нигерији, Камеруну, Замбији, Кенији, Бенину, Буркини Фасо, Обали Слоноваче, Гани, Тогу и Уганди.

## Станиште
Станишта врсте су шуме и саване. Врста је по висини распрострањена до 2.400 метара надморске висине.

## Угроженост
Ова врста није угрожена, и наведена је као последња брига јер има широко распрострањење.